# Grotte d'Abaliget
La grotte d'Abaliget (hongrois : Abaligeti-barlang) est une grotte hongroise située dans la commune d'Abaliget, district de Pécs, comitat de Baranya, dans le massif du Mecsek.